# Yacimientos de la desembocadura del río Algarrobo
Los yacimientos de la desembocadura del río Algarrobo, ubicados en los municipios de Vélez-Málaga y Algarrobo, se corresponden con los asentamientos de Morro de Mezquitilla y Chorreras, así como con la necrópolis de Trayamar. Estos se consideran referencia internacional para el conocimiento de la colonización fenicia y su desarrollo posterior hasta época romana.

## Descripción
El ámbito de estos yacimientos ha sido de los primeros en Andalucía donde se han realizado estudios geoarqueológicos que han facilitado el conocimiento de las relaciones de los fenicios con el medio a través del paleopaisaje y la explotación que los colonos y los indígenas llevaron a cabo sobre el mismo.
El asentamiento fenicio de Morro de Mezquitilla es de los más antiguos del período cultural de las colonizaciones en la península ibérica, remontándose su cronología a momentos del siglo IX a. C. Por otro lado Chorreras permite conocer el urbanismo de una colonia oriental del siglo VIII a. C. como en pocos casos dentro del ámbito fenicio del Mediterráneo occidental. A ello contribuye sobre todo su estado de conservación y el hecho de tratarse de un yacimiento monofásico. Por último, la necrópolis de Trayamar se presenta como modelo de espacio funerario fenicio por la monumentalidad de sus tumbas investigadas desde antiguo.

## Morro de Mezquitilla

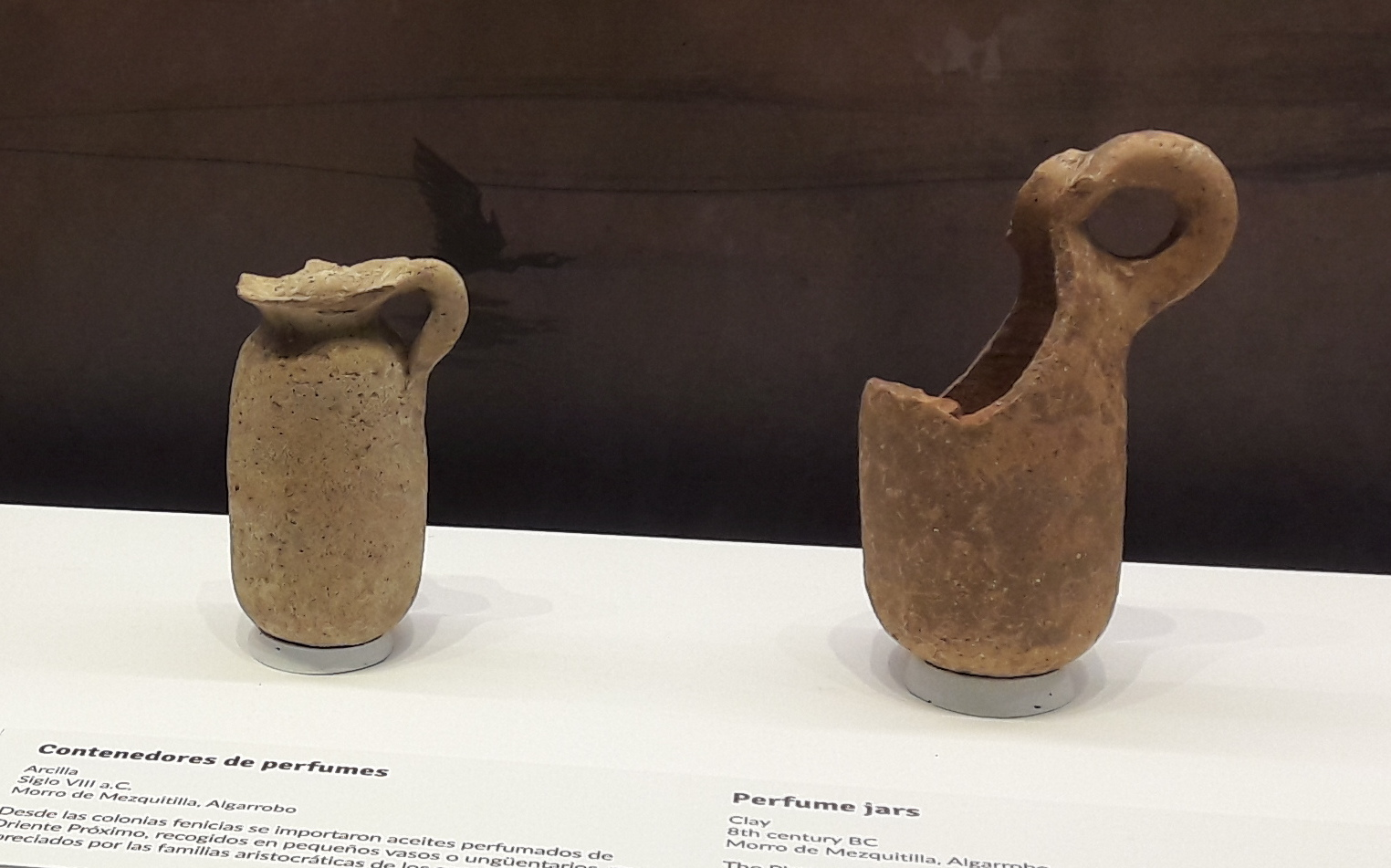
Contenedores de perfume del Morro de Mezquitilla.

El yacimiento de Morro de Mezquitilla se sitúa en el margen oriental del río Algarrobo, sobre una colina amesetada. Este promontorio ha sido documentado como una península en época fenicia, según los estudios geoarqueológicos realizados, aunque la fuerte sedimentación fluvial ha alejado el asentamiento de la actual línea de costa.
Aunque los restos más antiguos de poblamiento en esta colina corresponden al Calcolítico (segunda mitad del tercer milenio), la ocupación más significativa es la de un poblado de época fenicia arcaica, entre finales del siglo IX y el VI a. C. Existen además restos del período romano hasta el siglo I a. C. que afectaron en buena parte a las estructuras del último momento púnico, junto con otros hallazgos de momentos más recientes.
Las estructuras localizadas en este yacimiento son principalmente viviendas y habitáculos de planta cuadrangular que responden a un urbanismo característico. También de gran importancia son los hornos metalúrgicos encontrados en la misma área que son interpretados como pertenecientes a una zona de reciclado de metal o herrería. El material encontrado, en líneas generales, es por su antigüedad y variedad de una importancia capital en los estudios del mundo fenicio arcaico en la península ibérica.

## Chorreras

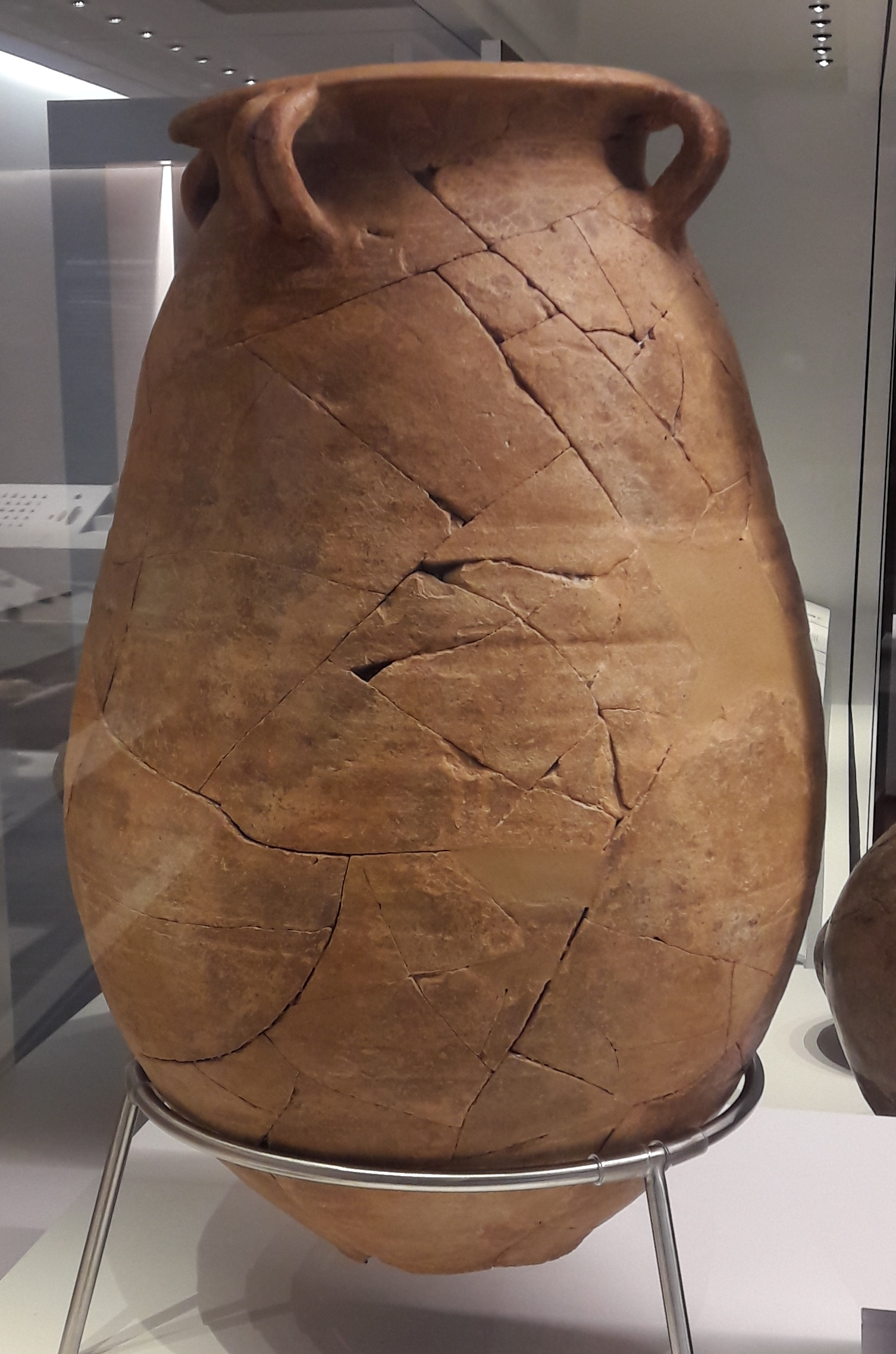
Pithos hallado en Chorreras.

El yacimiento de Chorreras se localiza al este de Morro de Mezquitilla sobre dos elevaciones separadas por una vaguada. Se trata de un poblado fenicio que aprovecha los desniveles de los promontorios para hacer sus edificaciones. Su perduración es corta en el tiempo, datándose desde la segunda mitad del siglo VIII a comienzos del siglo VII a. C.
Las viviendas se agrupan mediante un cuidado urbanismo a lo largo de una gran calle pero manteniéndose aisladas. Las casas se construyen mediante zócalos de piedra y paredes de adobe. El estudio más detallado de las estructuras ha permitido delimitar siete grandes edificios compuestos de varias habitaciones de pequeño tamaño y forma rectangular que cuentan con suelos apisonados de arcilla.
Este asentamiento se ha puesto en relación con la necrópolis de Lagos, a escasa distancia al este de su emplazamiento. Además se interpreta, según algunos investigadores, como un centro dependiente de Morro de Mezquitilla para acoger colonos a los que éste no podría dar cabida. Su abandono, en un momento temprano para la dinámica de la ocupación fenicia, se ha asociado al apogeo del yacimiento de los Toscanos, ubicado también en Vélez-Málaga.

## Trayamar
El yacimiento de Trayamar está situado en una colina de poca altura en el margen occidental del río Algarrobo. En un primer momento se pudieron documentar cinco tumbas de cámara fenicias, de carecer colectivo, de las que hoy sólo se conserva una. Este conjunto se completaba con otras tumbas de pozo según datos historiográficos. La datación de la necrópolis se señala entre mediados del siglo VII y el año 600 a. C.
La única tumba conservada tiene cámara de forma rectangular, contando con muros de sillares muy trabajados pero tamaño desigual. En su interior se encontró abundante cerámica de barniz rojo como ánforas, tapaderas de botón, jarros de boca trilobulada y de seta, platos, lucernas y quemaperfumes. Además de cuentas de collar de ámbar, joyas y una fíbula de doble resorte.
Los investigadores indican que este espacio funerario está relacionado directamente con el asentamiento de Morro de Mezquitilla que se encuentra frente a él, al otro lado del río, como es habitual en el modelo fenicio de ocupación del territorio.